# Preservació digital en núvol
La Preservació de dades digitals al núvol se centra en la preservació a llarg termini de les dades digitals allà emmagatzemades. La principal diferència respecte a la majoria dels dipòsits que hi ha al mercat, tot i compartir la mateixa tecnologia i les mateixes eines de tractament i gestió de les dades, és de visió, missió i objectius.
Aprofitant l'experiència adquirida en la gestió eficaç i fiable de la ingent quantitat d'informació emmagatzemada, es pretén fer un pas endavant en la recerca i creació de dipòsits i d'eines que millorin els aspectes de preservació de les dades a llarg termini.

## Característiques de la preservació digital al núvol
El núvol és un centre de dades format per un maquinari i un programari, amb la missió de fer de proveïdor en línia de serveis de programari, d'infraestructures i/o de plataformes.
Té com a funcions bàsiques facilitar la preservació, l'emmagatzematge i l'enllaç de dades. Ha de donar un accés fiable a la ingent quantitat d'informació emmagatzemada i ha d'oferir serveis i eines addicionals perquè la seva gestió sigui eficaç i efectiva (migracions i emulacions, tractament documental i autenticitat de les dades…).
Aquesta tecnologia actua dins un entorn molt dinàmic que treballa amb dades provinents de múltiples fonts i formats, majoritàriament basades en els webs, que fan servir molts canals i plataformes, a la vegada que gestiona molts fluxos de treball simultàniament.

### Missió i funcions de la preservació de dades
La missió i objectius d'un servei de preservació digital al núvol és la d'assegurar un registre fiable de la informació digital, un accés continu i usabilitat durant llargs períodes.

Hi ha funcions bàsiques de manteniment de les dades que comparteixen amb els dipòsits d'arxiu que podem trobar al mercat:
• Els processos de recopilació de dades, l'escalabilitat, la reconfiguració i els fluxos de treball…
• El tractament de les dades: quines s'han de preservar, com identificar-les i com preservar-les. Les metadades.
• La gestió de les dades: control, seguiment, perfils d'accés, lleis i regulacions.
• La seguretat: vulnerabilitats, còpies de seguretat i sistemes de recuperació, prevenció de pèrdues desastroses d'informació…
• L'accés a la informació: rapidesa, transparència i fiabilitat.

Amb un servei de preservació de dades al núvol s'hi inclouen noves funcions:
• Als serveis d'emmagatzematge s'hi afegiria la funció d'integritat de les dades.
• Als serveis de dades i informació s'hi afegirien les funcions d'auditoria digital, recursos de preservació creats i l'origen i autenticitat del recurs.

### Planificació d'un sistema de preservació de dades a llarg termini
Durant la planificació i implantació del servei s'haurien de seguir les següents directrius:

• Aspectes organitzatius: establir un model de cadena preservació de les dades.
• Costos i finançament de la implantació.
• Directrius bàsiques MoReq2 per la preservació: estudi i planificació d'un sistema de preservació; anàlisi i valoració documental de les dades; transferència i ingrés de dades.
• Estratègies en la preservació: refrescament, migració, replicació, emulació, sostenibilitat, metadadesMETS, permanència de les dades, anàlisi forense digital…
• Accés actual i futur als documents d'arxiu.
• Els requisits per a mantenir les dades a llarg termini.
• El model OAIS (Open Archival Information System).

## Anàlisi i descripció de la preservació digital en núvol
Les principals característiques a analitzar són:

• La usabilitat de les dades: fiabilitat; bloqueig d'accés; certificació i confiança; estàndard de metadada; veracitat, autenticitat i integritat de les dades; emmagatzematge i visibilitat.
• Eines de comprovació de formats i de transferència de fitxers: quins tipus d'arxius i formats s'acceptaran al repositori.
• Arquitectura básica de funcionament del servei del núvol segons els criteris OAIS de serveis d'emmagatzematge de diverses procedències i formats:
DIP (Dissemination Information Package): accés i subministrament de dades a través de la web. Fonts d'informació de múltiples procedències (correu electrònic, apps, aplicacions…)
SIP (Submission Information Package): emmagatzematge de dades seguint unes polítiques marcades. Gestor de continguts digitals: serveis de recol·lecció, indexació, cerca, auditoria, distribució i operatius de preservació.
AIP (Archival information Package): com es creen els recursos resultants a preservar. Com es marquen els objectes i els seus contenidors amb les metadades tècniques i les descriptives (autenticitat, procedència, context, integritat i drets d'accés) que les representaran en la preservació.
• El servei de preservació: com hauria d'acomplir la funció de gestionar la rebuda, accés i eliminació dels recursos AIP resultants a preservar, a més de gestionar les metadades d'aquests segons les indicacions de l'OAIS. Com gestiona el DIP i el SIP. Com controla la infraestructura de suport, els serveis d'emmagatzematge i la informació i dades que suporten.

## Projectes de Preservació digital al núvol[4]
• ARCOMEM: fer que els arxius web siguin accessibles a les comunitats d'usuaris, fent servir les tecnologies web 2.0.
• SCAPE Arxivat 2014-02-24 a Wayback Machine.: se cenyeix en l'escalabilitat de les dades preservades dels fluxos de treball.
• ENSURE: se centra en les eines i en els processos buscant solucions més eficaces, eficients i econòmiques.
• TIMBUS:es centra en la preservació a llarg termini.